# Henryk Weryński
Henryk Jan Weryński (ur. 15 lipca 1892 w Mielcu, zm. 1 listopada 1984) – polski ksiądz katolicki, kapelan ludowego Wojska Polskiego, jeden z „księży patriotów”.

## Życiorys
Syn Piotra i Józefy z Jeżów. Ukończył Gimnazjum św. Anny w Krakowie. W 1910 wstąpił do Wyższego Seminarium Duchownego w Tarnowie. Święcenia kapłańskie przyjął 15 lipca 1915, następnie pracował jako wikariusz w Kolbuszowej, Krościenku i Chełmie, później jako katecheta w Szczawnicy, Pilźnie i Nowym Sączu. W 1920 r. został przyjęty do Stowarzyszenia Dziennikarzy Polskich. Od 1931 kierował krakowskim oddziałem Katolickiej Agencji Prasowej. Był radnym miasta Krakowa. Był także publicystą i pisarzem, przed 1939 wydał ok. 30 broszur i książek. Opublikował kilkanaście prac poświęconych tematyce religijnej, był także inicjatorem Związku Radiosłuchaczy Katolickich i kaznodzieją radiowym, był także vicepostulatorem procesu beatyfikacyjnego św. Jadwigi.
W czasie II wojny światowej mieszkał w Krakowie. Po zakończeniu wojny był związany z rozłamową grupą w Stronnictwie Pracy, kierowaną przez Feliksa Widy-Wirskego i Zygmunta Felczaka. Należał do księży, którzy poparli tzw. władzę ludową. W 1946 opublikował broszurę Katolicy radykalni, w której wskazywał na konieczność współpracy z komunistami Od 1946 pracował w duszpasterstwie wojskowym, początkowo jako zastępca dziekana w Krakowskim Okręgu Wojskowym, a w latach 1950–1963 jako rektor kościoła garnizonowego pod wezwaniem św. Agnieszki w Krakowie.
W 1946 został zwerbowany przez Urząd Bezpieczeństwa i działał jako agent informator o pseudonimie Hanka. W 1950 wstąpił do Komisji Księży przy Związku Bojowników o Wolność i Demokrację. Od tego samego roku był przewodniczącym kolegium redakcyjnego pisma Głos Kapłana. W 1953 na Zjeździe Duchownych i Świeckich Działaczy Katolickich w Krakowie w wygłoszonym przemówieniu całkowicie poparł nową władzę. W 1956 po informacjach podanych przez Radio Wolna Europa stał się bezużyteczny i został wyrejestrowany z sieci agenturalnej, nadal jednak pozostał kapelanem wojskowym. 
Spoczywa na Cmentarzu Rakowickim w Krakowie (kwatera KB-płn-po prawej Jabłonowskich).

## Publikacje
- Testament Zbawiciela[2]
- Zew apostolski[2]
- Niedzielna siejba[2]
- Sylwetki matek kapłanów[1]

## Ordery i odznaczenia
- Krzyż Oficerski Orderu Odrodzenia Polski (22 lipca 1951)[11]
- Krzyż Kawalerski Orderu Odrodzenia Polski
- Złoty Krzyż Zasługi (trzykrotnie: 27 października 1937[12], 22 lipca 1950[13], 19 lipca 1954[14])